# Хајдуци
Хајдуци су били врста ослободилачке нерегуларне пешадије која се налази у средњој и југоисточној Европи од почетка 17. до средине 19. вијека. Репутација хајдука се разликовала од разбојничке до ослободилачке, у зависности од времена, мјеста и непријатеља.
У 17. вијеку чврсто су се утемељили на османском Балкану, због повећања пореза, хришћанских побједа над Османлијама и уопштено због пада безбједности. Хајдучке чете претежно су бројале по стотину мушкараца, са чврстом хијерархијом на челу са једним вођом. Мета су им били османски заступници и богати људи, већином богати Турци, пљачкајући их или кажњавајући сурове Османлије или освјећујући се или комбинујући све то. У балканској фолклорној традицији, хајдук је романтичарска јуначка фигура која пљачка и предводи своје борце у борбу против османске или хабзбуршке власти.
Хајдуци из 17, 18. и 19. вијека више су били герилци који су се борили против османске власти као пљачкаши и друмски разбојници, а чије жртве нису биле само Османлије и њихови мјесни званичници, него и мјесни трговци и путници. Као такав, термин хајдук се могао односити и на било којег пљачкаша и носио је негативно значење.

## Етимологија
Етимологија ријечи хајдук је нејасна. Према једној теорији поријекло води од турске ријечи haidut или haydut, коју су првобитно користиле Османлије за угарске и пољско-литванске пјешадијце. Друга теорија указује на то да ријеч поријекло води од мађарске ријечи hajtó или hajdó, која значи „гонич” (говеда). Обје теорије нису нужно супростављене једна другој, а ријеч хајдук у балканским језицима настала је од турске ријечи haiduk или hayduk (разбојник).

## Постанак хајдука
Срби су се одметали у хајдуке из различитих разлога. Кад би неко био оптужен за нешто и притом био позван на суд, ако не би смио да се појави на суду притом се одметнувши.
Неки хајдуци попут Баје Пивљанина и Лимуна су постали од првих племића након што су Турци потпуно завладали у шуме, често се придруживао хајдучким дружинама.и Србијом и Босном и Херцеговином, нарочито у 16. и 17. вијеку, па су чували млетачко приморје од Турака. Они су имали и по преко сто другова, са којима су љети четовали по Босни и Херцеговини, а зимовали по градовима у јадранском приморју. Најпознатији такви су били Јанковић Стојан, Сењанин Иво, Смиљанић Илија, Иво Голотрб, Комнен Барјактар идр. чија се имена спомињу и у српским народним пјесмама.

## Јатаци
Према народном предању, празник Ђурђевдан, у прољеће, био је „хајдучки састанак”, а Митровдан, на јесен, „хајдучки растанак”, када су се хајдуци повлачили из шума, због зиме и остајали у кућама својих повјерљивих људи, јатака, углавном прерушени у слуге. Јатаци су живели у селима и варошима и набављали храну за хајдуке и чували их у својим кућама у случајевима великих неприлика. Хајдуци су заузврат њима помагали и доносили им део отетих добара. Кад би неки јатак издао хајдука, следила је тешка освета која се обично завршавала смрћу.

## Улога хајдука
Кодекс хајдука је био такав да је било строго забрањено и сматрало се нечасним напасти и опљачкати сиромашног човека, осим ако је у питању добро оружје. Насупрот томе, уобичајена радња је била опљачкати богатог човека, нарочито трговце на путу. Такође „прави хајдук” никад неће убити човека да би учинио зло, него обично из освете. У старијим временима су хајдуци нападали и царска кола кад превозе новац и злато, али су касније престали јер је обично раја плаћала те дугове и због тога страдала. Ако би напали богатог човјека и не би нашли новца, знали су отимати брата или жену дотичне особе па их држати док не плате уцјену.
Хајдучке дружине имале су удјела и у устанцима против Турака 1804—1815. године. Многе устаничке војводе били су раније хајдуци или харамбаше. Нападали би и отимали новац углавном турским караванима и враћали их народу, а већи део су ипак остављали за себе.

## Борба против хајдука
У свакој кнежевини је било по неколико „пандура”, који су били углавном Срби, а често измијешани и са Турцима, који су били задужени за борбу против хајдука. Кад би знатно порастао број хајдука и кад би почели пуно убијати и отимати, онда би се и сав народ дизао у потеру. Иако је међу овим народом знало често бити и самих јатака, потјере су се знале завршавати смрћу хајдука. Главе би им тада биле однесене Турцима и набијане на кочеве ради упозорења. Ако би се ухватио жив хајдук, био би јавно набијен на колац.
Обично, што је турски владар био бољи и народу био лакши живот, било је и мање хајдука, а ако би услови живота били тежи, онда је било и више хајдука. Ако би се потере често завршавале неуспехом, и ако би број хајдука постао превелики, а народ их не успијевао похватати или побити, онда би Турци улазили међу народ и уцјенама, затвором и глобама тјерали сељаке да издају хајдуке и хајдучке јатаке. Оваква акције су се звале „тефтиши”.

## Хајдучија у 19. вијеку
У 19. вијеку у Србији јавља се нови вид хајдучије. Људи се почињу одметати у шуме од власти, како би пљачкали трговце и земљопосједнике и узимали плијен за себе. Хајдучија више нема ослободилачки дух (као за вријеме Турске владавине), већ чисто социјални и разбојнички карактер. Српске власти дуго су се бориле против хајдука, и тек крајем 19. вијека успјеле су их истријебити. Неки ријетки су се, међутим, задржали у шумама чак и почетком 20. вијека. По великом броју хајдука у 19. вијеку био је познат ужички крај, гдје су се, на Златибору, чак и читаве породице традиционално одметале у хајдуке, попут Шуљагића-Шишаковића.

## Хајдуци у народним пјесмама
У српској народној поезији постоји читав циклус епских пјесама посвећених хајдуцима и ускоцима, народним бранитељима од Турака.
Најпознатији српски хајдуци били су Старина Новак, Мали Радојица, Стари Вујадин, Бајо Пивљанин, Сењанин Иво, Стојан Јанковић, Илија Смиљанић, Вук Мандушић, Иво Голотрб, Комнен Барјактар идр. Од свих њих се каже да је најстарији Старина Новак. У Босни, на Романији, постојала је Новакова стијена, за коју се говорило да је на путу држао прострту кабаницу и поред ње сабљу забодену у земљу, па су путници по својој вољи бацали понешто на кабаницу.

## Кесеџије и крџалије
И код Турака је било одметника попут хајдука. Они се међутим нису звали хајдуци него „кесеџије”. Они се нису крили по шумама, него су ишли јавно на коњима и одјећа им је била другачија него код хајдука. Кесеџија се у једном периоду појавило у великом броју у Македонији, и пошто их је испочетка било највише из вароши Крџе, прозвали су их „крџалије”. Они су ишли јавно на коњима, и нису уцјењивали људе него читаве вароши. Оне вароши које нису хтјеле или могле плаћати уцјене биле су нападане и паљене, као што је био случај са великим цинцарским насељем Москопоље. У међусобном говору су користили турски и арнаутски језик. Користили су дугачке пушке, „крџалинке”, чији је кундак био знатно другачији од осталих пушака. Уз њих су увијек ишле и младе робиње, „ђувендије”, које су им помагале у биткама а у слободно вријеме играле и пјевале уз тамбуре.
Крџалије су често радиле као плаћеници, у споровима двије странке на страни која више плати, па и у читавим ратовима. Вође највишег ранга су се звале „бимбаше”, који су под собом имали више „буљубаша”. Најпознатије бимбаше су били Хаџи-Манов, Дели-Кадрија, Кара-Фејзија и српски, руски, турски и њемачки ратови су их током времена потпуно истријебили.

## Познати хајдуци
- Хајдук Вељко
- Станоје Главаш
- Станко Арамбашић
- Јово Станисављевић Чаруга
- Пера Тунгуз
- Карађорђе Петровић
- Зека Буљубаша
- Стојан Ковачевић
- Иван Бабејић
- Старина Новак
- Бајо Пивљанин
- Вук Лопушина
- Хајдук Станко
- Мицко Крстић Поречки
- Глигор Соколовић
- Јован Ненад
- Јован Бабунски
- Хаџи Продан Глигоријевић
- Капетан Коча Анђелковић
- Младен Чакр-паша
- Хајдук Видоје